# 건설공제조합
건설공제조합(建設共濟組合, Construction Guarantee Cooperative)은 건설회사의 자주적인 경제활동 지원과 건설산업의 발전을 위해 1963년 설립된 대한민국 최초의 건설보증기관이다. 서울특별시 강남구 언주로 711에 위치하고 있다.

## 설립 근거
- 건설산업기본법 제54조[4]

## 주요 업무
- 조합원이 건설업을 영위함에 필요한 각종 보증
- 조합원의 건설업영위에 필요한 자금의 융자
- 민간투자사업법인을 위한 보증 및 융자
- 조합원이 건설공사대금으로 받은 어음의 할인
- 조합원의 공사용 기자재의 구매알선
- 조합원에 고용된 자의 복지향상과 업무상 재해로 인한 손실을 보상하는
- 공제사업 및 조합원이 영위하는 사업에 필요한 건설공사 손해공제사업
- 조합의 목적달성에 필요한 관련사업에의 투자
- 건설업 경영 및 건설기술의 개선·향상과 관련한 연구 및 교육에 관한 사업
- 건설관련 법인에의 출연
- 조합원 공동이용시설의 설치·운영 기타 조합원의 편익증진을 위한 사업
- 조합원의 정보처리 및 컴퓨터 운용과 관련한 서비스의 제공

## 연혁
- 1963년 7월 건설공제조합법 제정 공포
- 1963년 10월 건설공제조합 창립총회
- 1988년 4월 전문건설공제조합 분리
- 1995년 7월 신용평가제도 도입
- 1997년 7월 건설산업기본법에 공제조합 사항을 통합규정
- 1999년 4월 건설경영연수원 개원
- 1999년 7월 연대보증인제도 폐지. 신용거래 전면 실시
- 2000년 8월 전자보증제도 시행
- 2006년 8월 근로자재해공제사업 개시
- 2008년 1월 건설공사공제사업 개시
- 2008년 7월 하자분쟁지원센터 설치. 영업배상책임공제사업 개시
- 2009년 10월 일괄하도급대금지급보증제도 대한민국 최초 시행
- 2011년 10월 선금공동관리 에스크로신탁시스템 도입
- 2012년 4월 공제사업운영방식 보유공제로 변경
- 2012년 5월 포괄대금지급 지급보증제도 시행
- 2012년 9월 세종필드골프클럽 그랜드오픈
- 2012년 12월 국제신용평가기관 피치(Fitch Ratings) A등급 획득
- 2014년 12월 국제신용평가기관 A.M. Best A+등급 획득

## 조직

### 이사장
- 감사
  - 감사실

#### 기획상무

##### 기획조정실
- - 기획조정팀
  - 경영전략팀
  - 홍보팀
  - 재무회계팀
- 리스크관리팀

#### 경영지원상무
- 경영지원실
  - 총무팀
  - 인사관리팀
  - 정보보호팀
  - 시설관리팀
- 정보화지원실
  - IT기획팀
  - IT운영팀
  - IT개발팀

#### 영업상무
- 보증사업실
  - 보증기획팀
  - 고객지원팀
  - 보증RM팀
- 공제사업실
  - 공제기획팀
  - 공제영업팀
  - 공제심사팀
  - 공제보상팀

#### 관리상무
- 채권관리실
  - 보상팀
  - 채권관리팀
  - 법무팀
- 신용심사실
  - 신용평가팀
  - 신용정보팀
  - 보증심사팀

## 소속기관
- 건설경영연수원

## 같이 보기
- 건설근로자공제회
- 대한건설협회
- 대한전문건설협회
- 건설워커
- 전문건설공제조합